# Constitución de Venezuela de 1953
La Constitución de Venezuela de 1953 (de nombre oficial: Constitución de la República de Venezuela) fue aprobada el 11 de abril de 1953 por la Asamblea Nacional Constituyente electa el 30 de noviembre de 1952. Su concepción fundamental se establecía un Estado democrático, alternativo, electivo, federal y representativo, aspectos que no fueron cumplidos durante toda la vigencia de dicha Constitución.
Ésta nueva constitución derogaba la Constitución de 1947 que realmente había sido derogada por acto de fuerza el 24 de noviembre de 1948 luego del golpe de Estado encabezado por Marcos Pérez Jiménez. Algunos de los aspectos fundamentales en los que destaca la Constitución de 1953 es que omitía en su declaración preliminar la representación del Pueblo Soberano de Venezuela y la figura de Simón Bolívar que habían sido exaltados en la constitución anterior, además suprimía varios de los aspectos considerados socialistas de 1947.
Las disposiciones transitorias establecían que para el período 1953-1958 sería la Asamblea Constituyente la encargada de elegir al presidente de la República, la Cámara de Diputados, la Cámara del Senado, la Corte Federal, la Corte de Casación, el contralor de la Nación, el Subcontralor, el procurador de la Nación, las Asambleas Legislativas de los Estados, los Concejos Municipales, el Consejo del Distrito Federal, además de los suplentes que fueren necesarios para cada uno de estos cargos, es decir, todos los cargos de elección universal, directa y secreta.

## Características
- Se restablece el nombre de República de Venezuela que había perdido en la constitución de 1864 por Estados Unidos de Venezuela.
- Consta de cinco capítulos para un total de 142 artículos; además de 8 disposiciones transitorias y una final.
- El Poder Público se distribuye entre el Poder Público Municipal, el de los Público de los Estados y el Público Nacional.
- El Poder Público Nacional se dividía en Legislativo, Ejecutivo y Judicial.
- Se continúa con la división territorial de Estados, Distrito Federal, Territorios Federales y Dependencias Federales. El de los Estados se divide en Distrito y el de éstos en Municipios. El Distrito Federal y el de los Territorios Federales se dividían conforme lo determinaran sus leyes orgánicas.
- Se elimina la Corte Suprema de Justicia y se reemplaza por la Corte Federal y la Corte de Casación.
- El Ministerio Público estaba a cargo del procurador general de la Nación.
- La Corte Federal y la Corte de Casación estaban integradas por vocales elegidos para un período de cinco años.
- El artículo 99 establecía una forma de presidencialismo que no había existido en las otras constituciones venezolanas "Lo relativo al Gobierno y a la Administración Nacionales no atribuidos por esta Constitución a otra autoridad, compete al Poder Ejecutivo Nacional."
- Los Senadores se elegían por la correspondiente Asamblea Legislativa de los Estados y por el Concejo Municipal en el caso del Distrito Federal, a razón de dos por cada entidad.
- Los Diputados se elegían por votación universal, directa y secreta.
- Se mantienen las facilidades respecto a la naturalización de latinoamericanos y españoles en Venezuela.
- La pena máxima pasa de 20 a 30 años de presidio.[2]